# Waco, Texas
Waco là một thành phố thuộc quận McLennan, tiểu bang Texas, Hoa Kỳ. Năm 2010, dân số của xã này là 124805 người.

## Dân số
- Dân số năm 2000: 113726 người.
- Dân số năm 2010: 124805 người.